# Nadeschda Wassiljewna Kuschelnaja
Nadeschda Wassiljewna Kuschelnaja (russisch Надежда Васильевна Кужельная; * 6. November 1962 in Alexejewskoje, Tatarstan, Russland) ist eine ehemalige russische Kosmonautin, die keine Raumflüge absolvierte.

## Leben
Kuschelnaja besuchte die Mittelschule Nr. 86 in Kriwoi Rog mit Abschluss 1981 und studierte dann am Ingenieur- und Bauwesen-Institut Dnepropetrowsk. Nach dem dritten Jahreskurs wechselte sie 1984 an das Moskauer Staatliches Luftfahrtinstitut (MAI). Sie schloss dort das Studium in der Fachrichtung Flugdynamik und -steuerung 1988 ab.
Am 31. Mai 1988 begann Kuschelnaja im Raumfahrtforschungs- und Produktionsverbund NPO Energija zu arbeiten. Sie entwickelte die Projektdokumentation und die Programmsicherung für die wissenschaftlichen Geräte der Raumstation Mir.
Nach dem Ende der Sowjetunion wurde NPO Energija der Raumfahrtkonzern RKK Energija. 1993 stellte sich Kuschelnaja der Medizinischen Kommission des Instituts für Medizinisch-Biologische Probleme der Russischen Akademie der Wissenschaften vor und erhielt die Zulassung der Medizin-Hauptkommission zur Spezialausbildung. Am 1. April 1994 wurde sie in die Kosmonautentruppe des RKK Energija aufgenommen. Vom Sommer 1994 bis April 1996 durchlief sie das Kosmonautentraining im Juri-Gagarin-Kosmonautentrainingszentrum wie auch ihr Kollege Michail Wladislawowitsch Tjurin, worauf sie die Kosmonautenprüfung bestand und am 16. Juni 1994 zur Testkosmonautin ernannt wurde.
Von Juni bis September 1996 wurde sie für die Raumstation Mir ausgebildet und von Oktober 1996 bis Juli 1997 für die Internationale Raumstation. Zuerst war sie zusammen mit Juri Baturin dem Kommandanten Talghat Mussabajew als Bordingenieur zugeteilt und sollte am ersten russischen Kurzzeitflug zur ISS teilnehmen. Unterbrochen wurde diese Ausbildung von November 1998 bis April 1999 durch ihren Mutterschaftsurlaub. Unter dem Kommando von Mussabajew war ein Raumschifftausch geplant, bei dem der Hinflug mit Sojus TM-32 und der Rückflug mit Sojus TM-31 erfolgen sollte. im Dezember 2000 verlor Kuschelnaja ihren Platz jedoch an den US-amerikanischen Weltraumtouristen Dennis Tito, der dann im April 2001 mit Mussabajew und Baturin zur Internationalen Raumstation flog.
Kuschelnaja war zeitweise Wiktor Afanassjew zugeteilt, der für diese Mission der Ersatz-Kommandant war. Ab Mai 2001 war sie in der Reservemannschaft für den Folgeflug Sojus TM-33 unter dem Kommando von Sergei Saljotin. Saljotin und Kuschelnaja  kamen jedoch nicht zum Einsatz. Am 27. Mai 2004 wurde sie auf Anweisung der Leitung der Föderalen Kosmos-Agentur wegen Dienstalterüberschreitung aus dem Kosmonautendienst entlassen.
Kuschelnaja absolvierte 2004 die Luftfahrthochschule Uljanowsk und wurde nun bei der Aeroflot Copilotin. Fünf Jahre lang flog sie auf der Tupolew Tu-134, um dann auf dem Airbus-A320 und dem Airbus A330 zu fliegen.

## Luftsport
Schon seit ihrer Zeit in Dnepropetrowsk war Kuschelnaja Mitglied in einem Luftsportverein. Sie betrieb Segelflug, Fallschirmspringen und Kunstflug. Bei einem Zwischenfall mit einer Suchoi Su-26 spritze plötzlich Öl auf die Cockpitscheibe, weil sich ein Stopfen gelöst hatte. Kuschelnaja konnte das Flugzeug jedoch auch mit stark eingeschränkter Sicht landen.

## Privates
Kuschelnaja heiratete ihren ehemaligen Ausbilder Wladimir Morosow, mit dem sie eine Tochter hat.